# Успенка (Кировоградская область)
Успе́нка (укр. Успенка) — село в Онуфриевской поселковой общине Александрийского района Кировоградской области Украины. Расположено на правом берегу реки Днепр (Каменское водохранилище).
До 2020 года входило в Онуфриевский район
Население по переписи 2001 года составляло 1329 человек. Почтовый индекс — 28120. Телефонный код — 5238. Код КОАТУУ — 3524687701.